# 임페리얼 마케팅
임페리얼 마케팅(Imperial Marketing)은 가격파괴와 반대되는 개념으로 좋은 품질과 높은 가격으로 소비자를 공략하는 판매기법이다. 이 전략은 최근 주류업계에서 고급소주나 양주 개발 등으로 시작되어 다른 업종으로 급속도로 확산되고 있다.